# Tokyobrillia
Tokyobrillia är ett släkte av tvåvingar. Tokyobrillia ingår i familjen fjädermyggor.
Kladogram enligt Catalogue of Life:
| Tokyobrillia | \| \| Tokyobrillia anderseni \| \| \| \| \| \| Tokyobrillia tamamegaseta \| \| \| \| |
|              | \| \| Tokyobrillia anderseni \| \| \| \| \| \| Tokyobrillia tamamegaseta \| \| \| \| |
|              | Tokyobrillia anderseni                                                               |
|              |                                                                                      |
|              | Tokyobrillia tamamegaseta                                                            |
|              |                                                                                      |